# Ambasadorowie Chin w Gwinei Równikowej
Chińska Republika Ludowa posiada w Gwinei Równikowej swojego przedstawiciela w randze ambasadora od 1974 roku.
| L.p. | Ambasador      | Okres pełnienia funkcji          |
| ---- | -------------- | -------------------------------- |
| 1.   | Chen Tan       | b.d. - maj 1974                  |
| 2.   | Hu Jingrui     | sierpień 1974 – październik 1979 |
| 4.   | Lin Song       | b.d. - październik 1983          |
| 5.   | Liu Fangpu     | lipiec 1984 - grudzień 1986      |
| 6.   | Dai Shiqi      | marzec 1983 - lipiec 1990        |
| 7.   | Wang Yongcheng | sierpień 1990 - listopad 1993    |
| 8.   | Xu Shaohai     | marzec 1994 - czerwiec 1997      |
| 9.   | Chen Huailong  | sierpień 1997 - listopad 2000    |
| 10.  | Xu Changcai    | grudzień 2000 - sierpień 2003    |
| 11.  | Wang Xiaoyuan  | sierpień 2003 - styczeń 2006     |
| 12.  | Li Zhongliang  | luty 2006 - listopad 2007        |
| 13.  | Yan Xiaomin    | grudzień 2007 - lipiec 2010      |
| 14.  | Wang Shixiong  | lipiec 2010 - kwiecień 2013      |
| 15.  | Zhao Hongsheng | od kwietnia 2013                 |